# L'Agréable Satire des trois États
L'Agréable Satire des trois États (en scots  Ane Pleasant Satyre of the Thrie Estaitis, en anglais : A Satire of the Three Estates) est une satire en moyen scots contre la noblesse et le clergé composée en 1540 par le poète écossais David Lyndsay.